# Скотт Скайлз
Скотт Аллен Скайлз (старший) (англ. Scott Allen Skiles Sr., нар. 5 березня 1964, Ла-Порт, Індіана, США) — американський професіональний баскетболіст, що грав на позиції розігруючого захисника за низку команд НБА. Гравець національної збірної США. Власник рекорду НБА за кількістю передач в одному матчі (30). Згодом — баскетбольний тренер.

## Ігрова кар'єра
Починав грати у баскетбол у команді Плімутської старшої школи (Плімут, Індіана), яку у випускному класі привів до титулу чемпіона штату. На університетському рівні грав за команду Мічиган Стейт (1982—1986). 1986 року був визнаний найкращим баскетболістом року конференції Big Ten. Ще навчаючись в університеті був заарештований поліцією за водіння автомобілем в нетверезому стані та провів 15 днів у в'язниці. Згодом був обвинувачений у зберіганні марихуани, через що знову провів короткий термін у в'язниці. Завершив навчання в університеті, як найкращий бомбардир закладу в його історії з 2,145-а очками.
1986 року був обраний у першому раунді драфту НБА під загальним 22-м номером командою «Мілвокі Бакс». Професійну кар'єру розпочав 1986 року виступами за тих же «Мілвокі Бакс», захищав кольори команди з Мілвокі протягом одного сезону.
З 1987 по 1989 рік грав у складі «Індіана Пейсерз».
1989 року в рамках драфту розширення перейшов до «Орландо Меджик», у складі якої провів наступні 5 сезонів своєї кар'єри. 30 грудня 1990 року в матчі проти «Денвер Наггетс» встановив рекорд НБА, віддавши 30 результативних передач. За підсумками того сезону отримав нагороду Найбільш прогресуючого гравця НБА.
Наступною командою в кар'єрі гравця була «Вашингтон Буллетс», за яку він відіграв один сезон.
З 1995 по 1996 рік грав у складі «Філадельфія Севенті-Сіксерс».
Останньою ж командою в кар'єрі гравця стала ПАОК з Греції, до складу якої він приєднався 1996 року і за яку відіграв один сезон.

## Статистика виступів в НБА

### Регулярний сезон
| Сезон             | Команда                       | GP  | GS  | MPG  | FG%  | 3P%  | FT%  | RPG | APG | SPG | BPG | PPG  |
| ----------------- | ----------------------------- | --- | --- | ---- | ---- | ---- | ---- | --- | --- | --- | --- | ---- |
| 1986–87           | «Мілвокі Бакс»                | 13  | 0   | 15.8 | .290 | .214 | .833 | 2.0 | 3.5 | 0.4 | 0.1 | 3.8  |
| 1987–88           | «Індіана Пейсерз»             | 51  | 2   | 14.9 | .411 | .300 | .833 | 1.3 | 3.5 | 0.4 | 0.1 | 4.4  |
| 1988–89           | «Індіана Пейсерз»             | 80  | 13  | 19.6 | .448 | .267 | .903 | 1.9 | 4.9 | 0.8 | 0.0 | 6.8  |
| 1989–90           | «Орландо Меджик»              | 70  | 32  | 20.9 | .409 | .394 | .874 | 2.3 | 4.8 | 0.5 | 0.1 | 7.7  |
| 1990–91           | «Орландо Меджик»              | 79  | 66  | 34.4 | .445 | .408 | .902 | 3.4 | 8.4 | 1.1 | 0.1 | 17.2 |
| 1991–92           | «Орландо Меджик»              | 75  | 63  | 31.7 | .414 | .364 | .895 | 2.7 | 7.3 | 1.0 | 0.1 | 14.1 |
| 1992–93           | «Орландо Меджик»              | 78  | 78  | 39.6 | .467 | .340 | .892 | 3.7 | 9.4 | 1.1 | 0.0 | 15.4 |
| 1993–94           | «Орландо Меджик»              | 82  | 46  | 28.1 | .429 | .412 | .878 | 2.3 | 6.1 | 0.6 | 0.0 | 9.9  |
| 1994–95           | «Вашингтон Буллетс»           | 62  | 62  | 33.5 | .455 | .421 | .886 | 2.6 | 7.3 | 1.1 | 0.1 | 13.0 |
| 1995–96           | «Філадельфія Севенті-Сіксерс» | 10  | 9   | 23.6 | .351 | .441 | .800 | 1.6 | 3.8 | 0.7 | 0.0 | 6.3  |
| Усього за кар'єру | Усього за кар'єру             | 600 | 371 | 28.0 | .435 | .379 | .889 | 2.5 | 6.5 | 0.8 | 0.0 | 11.1 |

### Плей-оф
| Сезон             | Команда           | GP | GS | MPG  | FG%  | 3P%  | FT%   | RPG | APG | SPG | BPG | PPG |
| ----------------- | ----------------- | -- | -- | ---- | ---- | ---- | ----- | --- | --- | --- | --- | --- |
| 1994              | «Орландо Меджик»  | 2  | 0  | 11.5 | .500 | .000 | 1.000 | 0.5 | 1.5 | 0.0 | 0.0 | 4.5 |
| Усього за кар'єру | Усього за кар'єру | 2  | 0  | 11.5 | .500 | .000 | 1.000 | 0.5 | 1.5 | 0.0 | 0.0 | 4.5 |

## Тренерська робота
1996 року, будучи ще діючим гравцем, розпочав тренерську кар'єру, ставши головним тренером команди ПАОК. Очолив команду під час сезону та несподівано зайняв з нею третє місце в чемпіонаті, кваліфікувавшись таким чином до Євроліги.
1997 року повернувся до НБА, ставши асистентом головного тренера «Фінікс Санз». А 1999 року вже очолив команду. За три роки двічі виводив команду до плей-оф НБА.
Протягом 2003—2007 років очолював тренерський штаб команди «Чикаго Буллз».
2008 року очолив тренерський штаб команди «Мілвокі Бакс».
Останнім місцем тренерської роботи була команда «Орландо Меджик», головним тренером якої Скотт Скайлз був з 2015 по 2016 рік.

### Тренерська статистика
| Команда          | Сезон   | G   | W   | L   | W–L% | Місце                   | PG | PW | PL | PW–L% | Результат                       |
| ---------------- | ------- | --- | --- | --- | ---- | ----------------------- | -- | -- | -- | ----- | ------------------------------- |
| «Фінікс Санз»    | 1999–00 | 62  | 40  | 22  | .645 | 3-є в Тихоокеанському   | 9  | 4  | 5  | .444  | Програш у півфіналі Конференції |
| «Фінікс Санз»    | 2000–01 | 82  | 51  | 31  | .622 | 3-є в Тихоокеанському   | 4  | 1  | 3  | .250  | Програш у Першому раунді        |
| «Фінікс Санз»    | 2001–02 | 51  | 25  | 26  | .490 | (звільнений)            | —  | —  | —  | —     | —                               |
| «Чикаго Буллз»   | 2003–04 | 66  | 19  | 47  | .288 | 8-е в Центральному      | —  | —  | —  | —     | не вийшли до плей-оф            |
| «Чикаго Буллз»   | 2004–05 | 82  | 47  | 35  | .573 | 2-е в Центральному      | 6  | 2  | 4  | .333  | Програш у Першому раунді        |
| «Чикаго Буллз»   | 2005–06 | 82  | 41  | 41  | .500 | 4-е в Центральному      | 6  | 2  | 4  | .333  | Програш у Першому раунді        |
| «Чикаго Буллз»   | 2006–07 | 82  | 49  | 33  | .598 | 3-є в Центральному      | 10 | 6  | 4  | .600  | Програш у півфіналі Конференції |
| «Чикаго Буллз»   | 2007–08 | 25  | 9   | 16  | .360 | (звільнений)            | —  | —  | —  | —     | —                               |
| «Мілвокі Бакс»   | 2008–09 | 82  | 34  | 48  | .415 | 5-е в Центральному      | —  | —  | —  | —     | не вийшли до плей-оф            |
| «Мілвокі Бакс»   | 2009–10 | 82  | 46  | 36  | .561 | 2-е в Центральному      | 7  | 3  | 4  | .429  | Програш у Першому раунді        |
| «Мілвокі Бакс»   | 2010–11 | 82  | 35  | 47  | .427 | 3-є в Центральному      | —  | —  | —  | —     | не вийшли до плей-оф            |
| «Мілвокі Бакс»   | 2011–12 | 66  | 31  | 35  | .470 | 3-є в Центральному      | —  | —  | —  | —     | не вийшли до плей-оф            |
| «Мілвокі Бакс»   | 2012–13 | 32  | 16  | 16  | .500 | (звільнений)            | —  | —  | —  | —     | —                               |
| «Орландо Меджик» | 2015–16 | 82  | 35  | 47  | .427 | 5-е в Південно-Східному | —  | —  | —  | —     | не вийшли до плей-оф            |
| Усього           |         | 958 | 478 | 480 | .499 |                         | 42 | 18 | 24 | .429  |                                 |